# Leviathan (film, 1989)
Pour les articles homonymes, voir Léviathan (homonymie).
Pour plus de détails, voir Fiche technique et Distribution.
Leviathan est un film italo-américain réalisé par George P. Cosmatos et sorti en 1989.
Il met en scène une équipe de mineurs travaillant dans un centre sous marin découvre un navire russe, le Léviathan. Mais le vaisseau a été torpillé. Peu à peu, des membres subissent une altération génétique terrifiante. Il est sorti presque au même moment que d'autres longs métrages mêlant science-fiction et horreur dans les fonds marins : Abyss (The Abyss) et MAL : Mutant aquatique en liberté (DeepStar Six). Leviathan reçoit des critiques négatives de la part des journalistes critiques, citant de nombreuses similitudes avec des films comme Alien et The Thing.

## Synopsis
Le géologue Steven Beck est engagée par Mme Martin, PDG de Tri-Oceanic Corp., pour superviser une opération minière sous-marine de trois mois. Le but est d'extraire des métaux précieux. L'équipage est composé du Dr Glen "Doc" Thompson, Elizabeth "Willie" Williams, Buzz "Sixpack" Parrish, Justin Jones, Tony DeJesus Rodero, Bridget Bowman et G.P. Cobb. La base est située dans l'océan Atlantique à près de 5 000 mètres de profondeur. Steven peine à maintenir la cadence et à se faire respecter dans cette équipe.
Alors qu'il travaille à l'extérieur de sa station en haute mer dans sa combinaison pressurisée, Sixpack est porté disparu. Il est finalement retrouvé près d'une épave soviétique, le Léviathan, qu'il vient de découvrir. Les fichiers officiels précisent que le navire est censé se trouver en mer Baltique. L'équipage récupère ensuite un coffre-fort du Léviathan. Celui-ci contient divers effets personnels ainsi que le journal vidéo du capitaine russe. Sixpack y trouve également une fiole de vodka qu'il partage plus tard avec Bowman. Doc et Beck visionnent la mystérieuse et courte vidéo du capitaine, qui décrit des problèmes médicaux déroutants au sein de son équipage. Ils découvrent également que le Leviathan a sûrement été sabordé.
Le lendemain matin, Sixpack se sent malade. Doc l'examine et découvre des traces suspectes sur sa peau ainsi que des lésions le long de son dos, mais l'homme meurt quelques heures plus tard. Afin d'éviter la panique générale, Doc et Beck préfèrent garder le silence sur son état. Doc examine ensuite le reste de l'équipage pour confirmer que personne d'autre n'est malade. Il n'a pas le temps d'examiner Bowman qui, pendant que Beck et Doc discutent avec Mme Martin, commence à se sentir très mal. À l'infirmerie, elle trouve le cadavre de Sixpack, qui mute et grandit. Lorsque les cheveux de Bowman commencent à tomber, elle se rend compte que la même chose lui arrive. Beck et Doc demandent une évacuation d'urgence, mais Mme Martin annonce qu'un ouragan oblige à repousser l'évacuation de 12 heures.
Doc retrouve ensuite le corps de Bowman, qui s'est suicidée dans sa douche. Son corps est emmené à l'infirmerie, où il fusionne ensuite avec celui de Sixpack. Lorsque Doc et Beck découvrent les corps en mutation, ils décident de les jeter tous les deux dans l'océan. Alors qu'ils sont sur le point de se débarrasser des cadavres, le sac mortuaire commence à bouger. Croyant que quelqu'un à l'intérieur est peut-être vivant, les autres membres de l'équipage l'ouvrent mais la créature à l'intérieur griffe Cobb avant qu'elle ne soit éjectée hors de la station. L'équipe se rend ensuite compte que le Léviathan a servi de lieu pour des expérimentations de mutagènes sur son équipage. Le mutagène aurait été mélangé à la vodka que l'équipage, puis Sixpack et Bowman, ont bu. Le navire a ensuite été sabordé lorsque l'expérience a échappé à tout contrôle.
Un tentacule ayant été sectionnée lors de l'éjection des cadavres, celle-ci mute en une créature ressemblant à une lamproie et attaque DeJesus dans la cuisine, sous les yeux de Jones. Ce dernier scelle les portes étanche la cuisine et va chercher de l'aide. Il demande à Cobb de surveiller la porte, mais alors qu'il cherche une arme, la créature assimile DeJesus et se fraye un chemin hors de la cuisine en défonçant la porte blindée. Il développe alors des tentacules qui attaquent l'équipage. La créature attaque l'aile médicale de la base, dévorant le sang et le plasma qui s'y trouvait. Cela incite Beck à utiliser une pinte de son sang pour attirer la bête, pour tenter de la chasser de la même manière qu'ils l'ont fait avec la créature Sixpack et Bowman. De son côté, Doc éjecte les capsules de sauvetage pour que personne ne puisse s'échapper et risquer ainsi de ramener le mutagène à la surface. Beck consulte Mme Martin pour une évacuation d'urgence. Elle leur assure qu'ils ne seront pas laissés pour compte, mais qu'elle ne peut pas effectuer les secours, toujours à cause de l'ouragan.
Les blessures de Cobb s'aggravent, le faisant muter et infecter Doc. Williams s'échappe alors que Beck et Jones tentent de piéger la créature. Ils s'enfuient vers une autre partie de la gare. L'équipage tente d'accéder aux informations météorologiques via l'ordinateur central, mais celui-ci est bloqué. Elizabeth Williams demande à l'ordinateur un rapport financier de l'entreprise et ils découvrent que Tri-Oceanic Corporation les a déclarés morts dans un accident. La créature endommage les systèmes vitaux, provoquant une chute de pression et une implosion de la base. Beck, Elizabeth et Jones décident d'utiliser leurs combinaisons de plongée pour s'échapper. La créature les attaque, mais est écrasée par l'ascenseur alors que Beck s'échappe.
Ils parviennent à la surface où il n'y a en réalité aucun ouragan. Alors qu'un hélicoptère des garde-côtes approchent, le premier mutant fait surface à proximité et tente de prendre Jones. Jones l'empêche de s'échapper au prix de sa propre vie et Beck lance une charge de démolition dans la bouche de la créature, la faisant exploser.
Beck et Elizabeth sont ensuite déposés sur une plateforme de forage pétrolier de la compagnie. Les deux survivants désormais proches, sont accueillis par Mme Martin en personne. La présidente de Tri-Oceanic semble ravie de leur retour et exprime une prétendue confiance envers les capacités de Beck à réussir. Alors qu'elle leur demande comment ils se sentent, Beck la frappe au visage et répond : « Mieux. Infiniment mieux. »

## Fiche technique
Sauf indication contraire, les informations mentionnées dans cette section peuvent être confirmées par la base de données cinématographiques IMDb,  présente dans la section « Liens externes ».
- Titre original et français : Leviathan
- Réalisation : George P. Cosmatos
- Scénario : David Webb Peoples et Jeb Stuart, d'après une histoire de David Webb Peoples
- Musique : Jerry Goldsmith
- Décors : Ron Cobb
- Costumes : April Ferry
- Photographie : Alex Thomson et Federico Del Zoppo
- Montage : John F. Burnett et Roberto Silvi
- Design de la créature : Stan Winston
- Production : Aurelio De Laurentiis et Luigi De Laurentiis

Production déléguée : Charles Gordon et Lawrence Gordon
- Sociétés de production : Filmauro, Gordon Company et Metro-Goldwyn-Mayer
- Sociétés de distribution : Metro-Goldwyn-Mayer (États-Unis), Filmauro (Italie), AMLF (France)
- Pays de production :  États-Unis,  Italie
- Langue originale : anglais
- Format : couleur - 2,35:1 - Dolby Surround - 35 mm
- Genres : science-fiction, horreur, aventures, thriller
- Durée : 98 minutes
- Dates de sortie :
  - États-Unis : 17 mars 1989
  - Italie : 22 septembre 1989
  - France : 3 janvier 1990

## Distribution
- Peter Weller (VF : Joël Martineau) : Steven Beck
- Richard Crenna (VF : Gabriel Cattand) : Dr Glen Thompson
- Amanda Pays (VF : Michèle Buzynski) : Elizabeth « Willie » Williams
- Daniel Stern (VF : Michel Dodane) : Buzz « Sixpack » Parrish
- Ernie Hudson (VF : Serge Blumenthal) : Justin Jones
- Michael Carmine (en) (VF : Sylvain Clément) : Tony « DeJesus » Rodero
- Lisa Eilbacher (VF : Marie Vincent) : Bridget Bowman
- Héctor Elizondo (VF : Robert Darmel) : G. P. Cobb
- Meg Foster (VF : Marie-Brigitte Andréi) : Mme Martin
- Eugene Lipinski : le capitaine du Leviathan
- Larry Dolgin : le pilote d'hélicoptère
- Pascal Druant : l'opérateur de treuil
- Steve Pelot : l'opérateur de treuil

## Production
Le tournage a lieu, entre le 22 avril et mai 1988, à la mer Adriatique dans la mer Méditerranée et au golfe du Mexique dans l'océan Atlantique, ainsi qu'aux Mediterranean Film Studios à Il-Kalkara (Malte).

## Distinction
Récompense
- Festival international du film fantastique d'Avoriaz 1990 : prix des effets spéciaux